# هربرت روزينكرانتس
هربرت روسينكرانز (بالألمانية: Herbert Rosenkranz)‏ (و. 1924 – 2003 م) هو مؤرخ، وأستاذ جامعي من النمسا، وإسرائيل، ولد في فيينا، توفي في القدس، عن عمر يناهز 79 عاماً.

## التعليم
تعلم في جامعة فيينا
.